# Marsieh Afcham

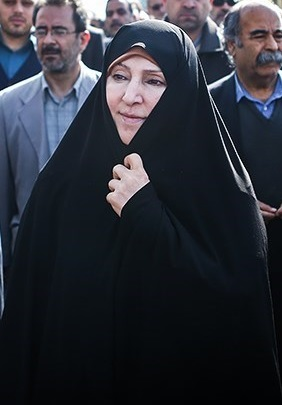
Marsieh Afcham, 2015

Marsieh Afcham, auch Marzieh Afkham (persisch مرضیه افخم, DMG Marżīye Afḫam, geboren am 13. Juni 1964 in Teheran), ist eine iranische Diplomatin und die gegenwärtige Botschafterin des Iran in Malaysia.

## Leben
Afcham studierte an der Allameh-Tabataba'i-Universität sowie an der Azad-Universität und spricht neben ihrer Muttersprache Persisch auch fließend Englisch und Französisch. Sie arbeitete drei Jahrzehnte lang in verschiedenen Positionen im Teheraner Außenministerium, darunter ab 2010 als Leiterin der Medienstelle des Ministeriums. Von August 2013 bis November 2015 war sie Sprecherin des Außenamts und damit die erste Ministeriumssprecherin seit der Revolution. Unter ihre Verantwortung fiel unter anderem die politische Kommentierung der Nuklearverhandlungen oder der Beziehungen zu anderen Staaten. Afcham gilt als regimetreue Vorzeigediplomatin, an deren Beispiel bewiesen werden solle, dass Frauen im Iran nicht unterdrückt würden.
Die erfahrene Diplomatin wurde im November 2015 als erste Frau nach der Revolution mit Botschafterstatus ausgestattet und nach Malaysia entsandt. Sie ist damit die zweite Frau überhaupt, die iranische Botschafterin wurde, nachdem wenige Jahre vor der Revolution, zwischen 1975 und 1979, Mehrangiz Dolatshahi als erste Frau den Iran in Dänemark als Botschafterin vertreten hatte.
Marsieh Afcham ist mit einem Kollegen aus dem Außenministerium verheiratet.